# 켈리 오버턴
켈리 오버턴(Kelly Overton, 1978년 8월 28일 ~ )은 미국의 배우, 영화 감독이다.

## 출연 작품

### 영화
- Breaking Dawn (2004)
- 링 2 (2005)
- 데스퍼레이션 (2006)
- The Wager (2007)
- 더 콜렉티브 (2008, The Collective) - 공동 연출·각본·제작 겸임
- 철권 (2009)
- Madso's War (2010)
- 인 마이 슬립 (2010, In My Sleep)

### 텔레비전
- NCIS (2009)
- 반 헬싱 (2016-21) - 공동 총괄제작 겸임